# Turniej o Srebrny Kask 2010
Turniej o Srebrny Kask 2010 w sporcie żużlowym – coroczny turniej żużlowy organizowany przez Polski Związek Motorowy. Czterdziesty piąty finał odbywał się w Bydgoszczy. Wygrał wychowanek wrocławskiego klubu Maciej Janowski.

## Finał
- 12 sierpnia 2010 r. (czwartek), Bydgoszcz

| Msc. | Zawodnik             | Klub                  | Pkt |             |  |
| ---- | -------------------- | --------------------- | --- | ----------- |  |
| 1    | Maciej Janowski      | WTS Wrocław           | 15  | (3,3,3,3,3) |  |
| 2    | Artur Mroczka        | GTŻ Grudziądz         | 14  | (3,3,2,3,3) |  |
| 3    | Przemysław Pawlicki  | Stal Gorzów Wlkp.     | 11  | (2,2,3,3,1) |  |
| 4    | Adrian Szewczykowski | PSŻ Poznań            | 10  | (1,3,1,2,3) |  |
| 5    | Patryk Dudek         | Falubaz Zielona Góra  | 9   | (3,3,3,d,0) |  |
| 6    | Szymon Woźniak       | Polonia Bydgoszcz     | 9   | (2,1,2,3,1) |  |
| 7    | Emil Pulczyński      | KS Toruń              | 8   | (1,2,3,1,1) |  |
| 8    | Łukasz Cyran         | Stal Gorzów Wlkp.     | 8   | (1,2,1,2,2) |  |
| 9    | Sławomir Musielak    | Unia Leszno           | 7   | (3,0,0,1,3) |  |
| 10   | Szymon Kiełbasa      | Unia Tarnów           | 7   | (0,1,2,2,2) |  |
| 11   | Damian Sperz         | Wybrzeże Gdańsk       | 5   | (0,1,2,2,0) |  |
| 12   | Bartosz Szymura      | KKŻ Kraków            | 5   | (2,2,d,0,1) |  |
| 13   | Marcel Szymko        | Wybrzeże Gdańsk       | 3   | (0,d,1,0,2) |  |
| 14   | Paweł Zmarzlik       | Stal Gorzów Wlkp.     | 2   | (2,w,-,-,-) |  |
| 15   | Mateusz Domański     | RKM Rybnik            | 2   | (1,1,0,0,0) |  |
| 16   | Marcel Kajzer        | Ostrovia Ostrów Wlkp. | 1   | (0,0,0,1,d) |  |
|      | rez. Sławomir Pyszny | RKM Rybnik            | 3   | (1,2)       |  |
|      | rez. Mikołaj Curyło  | Polonia Bydgoszcz     | 1   | (1)         |  |

Uwaga: Damian Celmer został zastąpiony przez Bartosza Szymurę.